# Huelepega: Ley de la calle
Huelepega: Ley de la calle es una película venezolana de 1999 dirigida por Elia Schneider. Fue protagonizada por José Gregorio Rivas, Alfredo Medina, Luis Campos Pelón, Pedro Lander, Adolfo Cubas, Laureano Olivares, Néstor Terán, Tatiana Padrón, Ramon Paiva, Juan Carlos Reyes B. y Lucio Bueno. Fue la propuesta oficial de Venezuela para la categoría de mejor película de habla no inglesa para la 72.ª entrega de los premios Óscar, pero no logró recibir una nominación. 

## Reseña
La película basada en la historia que fue en las calles de la ciudad de Caracas en Venezuela, país que padece de violencia desenfrenada y en crecimiento. Nos damos cuenta de que hasta en la capital las condiciones de vida son precarias para algunas personas. Sin embargo, las instituciones tienen dificultades para regular los problemas sociales.
El protagonista principal del documental (Oliver) representa el símbolo de una juventud quien esta abandonada a mismo. En efecto, numerosos jóvenes están afrontados por esos problemas siguientes : comer, dormir y sobrevivir al hambre, las violencias provocadas por las guerras entre bandas.
Por cierto, Mocho es la representación de la influencia nefasta que las bandas ejercen sobre la población, particularmente con un público desesperado.
A menudo los jóvenes están bajo la autoridad de los líderes, inculcándoles una cultura comuna dicha « bandas ». Así resuelta una acta preocupante : son niños los que serán los líderes de las bandas del mañana.
Esta película se sucede en un ambiente pesado. Efectivamente, el temor es omnipresente a lo largo de la película. En primer lugar, es el miedo por no salir de este entorno, después aparece el temor que las bandas crean. Los niños temen por las represalias en caso de comportamiento incorrecto. Vemos también una especie de individualismo ; aunque los jóvenes están en grupos privilegian sus intereses aunque esto pueda perjudicar otro.

## Sinopsis
Oliver (José Gregorio Rivas) es un niño que huye de los maltratos de su familia y se refugia en las violentas calles de Caracas, donde sobrevive en un entorno de corrupción, delincuencia y hambre inhalando pegamento para evadirse, como otros niños en su misma situación. Pronto, el pequeño Oliver, sin desprenderse de la nostalgia de su hogar, pasa a formar parte de un entorno viciado por los enfrentamientos entre bandas de ladrones, narcotraficantes y la explotación de los niños de la calle como último eslabón de la cadena de la delincuencia. 

## Reparto
- José Gregorio Rivas - Oliver
- Alfredo Medina - Mocho
- Luis Campos Pelón - Chino
- Pedro Lander - Saúl
- Adolfo Cubas - César
- Laureano Olivares - Pelao
- Néstor Terán - Pajarito
- Tatiana Padrón - Madre de Oliver
- Lucio Bueno - Padrastro de Oliver
- Ramón Paiva - Pechundío
- Juan Carlos Reyes B. - Palma

- Datos: Q5572374